# Le Bon Marché
Le Bon Marché (fransk: Det gode marked, det gode køb) er et af de mest kendte stormagasiner i 7. arrondisssement i Paris i Frankrig. 
Le Bon Marché er blandt de første stormagasiner i verden og blev grundlagt af Aristide Boucicaut i 1838. Det var først i 1850, at butikken blev et egentligt stormagasin. I 1867 blev den nuværende bygning, tegnet af Louis Auguste Boileau, indviet . 
Siden 1984 har stormagasinet været ejet af LVMH-koncernen, der også ejer Louis Vuitton.